# Канда (притока Суміди)
Канда (яп. 神田川, Кандагава) — річка в Японії, що протікає по території столичного регіону Токіо. Офіційно класифікується як річка I класу. Права притока річки Суміда. Довжина річки становить 24,6 км, площа водозбірного басейну — 105 км².

## Притоки річки
- Дземпукудзі (善福寺川)
- Момодзоно (桃園川)
- Мьосьодзі (妙正寺川)

Зовнішній рів Токійського імператорського палацу також є притокою Канди.
Річка Ніхонбаші 日本橋川 — рукав дельти Канда.

## В культурі
Фольк-гурт «Кагуяхіме» випустив пісню «Кандагава».
Кейко Секіне (Такахасі) і Масао Кусакарі зіграли головну роль у фільмі, заснованому на пісні «Кандагава».
Японський піаніст Нобуюкі Цудзії склав музичний твір «Шепіт річки» (川のささやき) щоб висловити свою любов до свого батька після прогулянки берегом річки Канда.